# Дики Робъртс: Бившата звезда
„Дики Робъртс: Бившата звезда“ (на английски: Dickie Roberts: Former Child Star) е американски комедиен филм от 2003 г. на режисьора Сам Уейсман и във филма участват Дейвид Спейд (който е съсценарист със Фред Улф), Мари Маккормак, Джон Ловиц, Крейг Бирко, Алиса Милано и Роб Райнър.